# Liste d'automobiles hybrides électriques
 (novembre 2022).
Des automobiles hybrides électriques sont fabriqués par différents constructeurs de par le monde.

## Voitures hybrides de série

### Europe

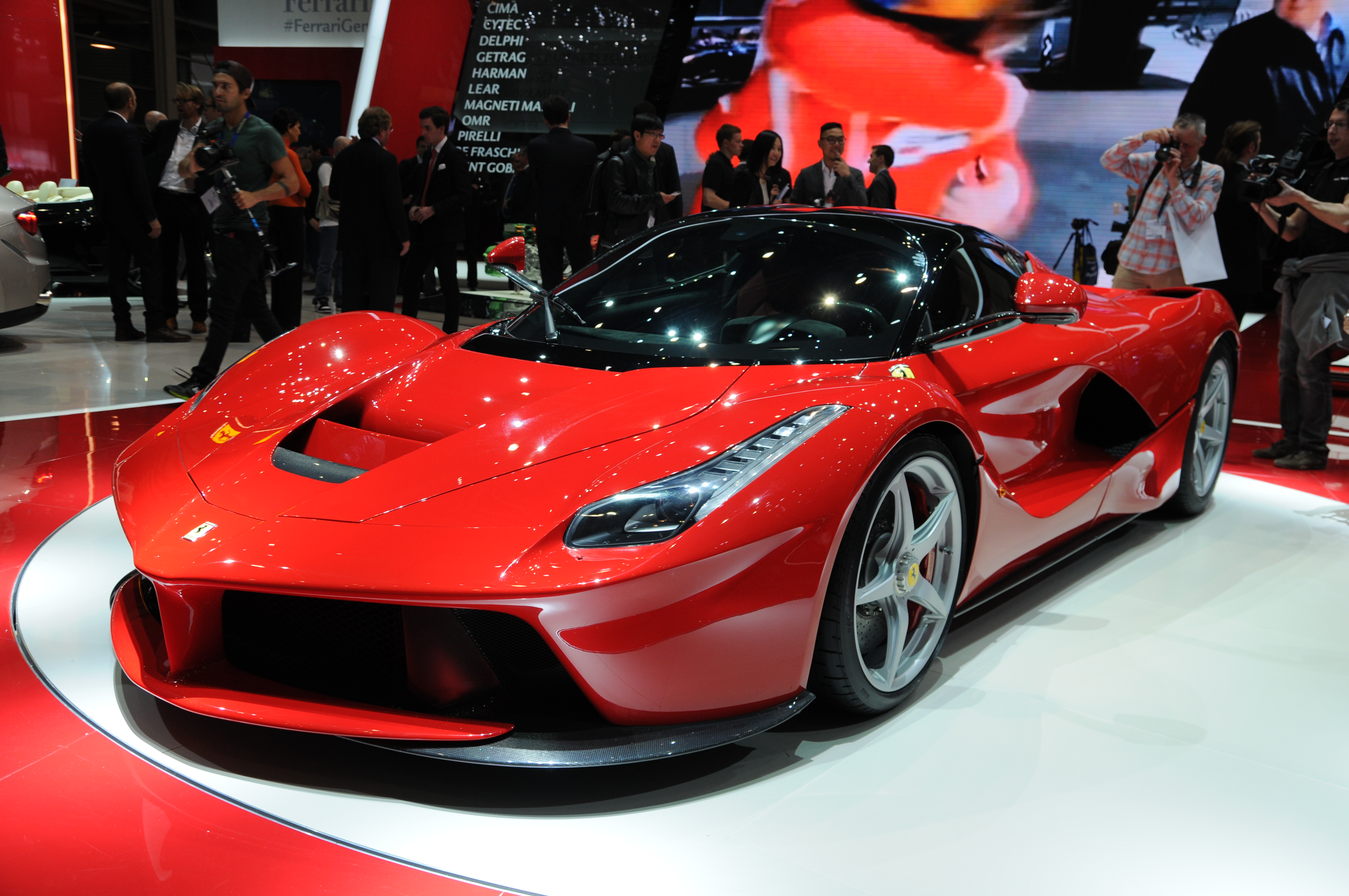
La LaFerrari au salon international de l'automobile de Genève 2013

- Audi : A3 e-tron , A6 Hybride, A8 Hybride, Q5 Hybride, Q7 e-tron
- BMW : 225e(ActivTourer), 330e, ActiveHybrid 5, ActiveHybrid 7,  i3 Rex, i8, X5 xDrive40e
- Cadillac : Escalade Hybrid
- Citroën : DS5 Hybrid4
- DS Automobiles : DS7 Crossback E-Tense
- Ferrari : LaFerrari, SF90 Stradale, 296 GTB
- Fiat : 500
- Ford : Mondeo Hybrid, Ford Kuga FHEV / PHEV
- Hyundai : Ioniq , kona
- Honda :  Jazz Hybrid, Insight, CR-Z, civic, Hrv, CRV, zrv
- Infiniti : M35h, Q50S hybrid
- Kia : Niro, Optima
- Lexus : LBX, CT200h, GS450h, LS600h, RX450h, IS300h, LC 500h
- McLaren : McLaren P1
- Mercedes : Classe E 300 Hybrid, Classe S 400 Hybrid
- MG : MG-3
- Mitsubishi : Mitsubishi Outlander PHEV[1]
- Opel : Ampera
- Peugeot : 3008 Hybrid4, 508 RXH (Hybrid4)
- Porsche : Panamera S E-Hybrid / Panamera Turbo E-Hybrid /Panamera Turbo S E-Hybrid, Cayenne S E-Hybrid, 918 Spyder,  911 Carrera T-Hybrid (992) / 911 Carrera (4) GTS T-Hybrid / 911 Targa 4 GTS T-Hybrid
- Renault: Kangoo version Elect'road (en), Clio E-Tech, Captur E-Tech, Arkana, Australe
- Toyota :  Yaris, Yaris Cross, Auris, Corolla, CHR, Prius, Prius +, Camry, RAV4
- Volkswagen : Touareg II Hybride, Golf GTE, Passat GTE, Tiguan Hybride
- Volvo : V60 D5 Plug-in Hybrid, V60 D6 Plug-in Hybrid, XC90 T8 TwinEngine, XC60 T6 & T8 Recharge, XC40 T5 Recharge

### Amérique du Nord
Source hybridcars
- Acura : ILX Hybrid, MDX Hybrid

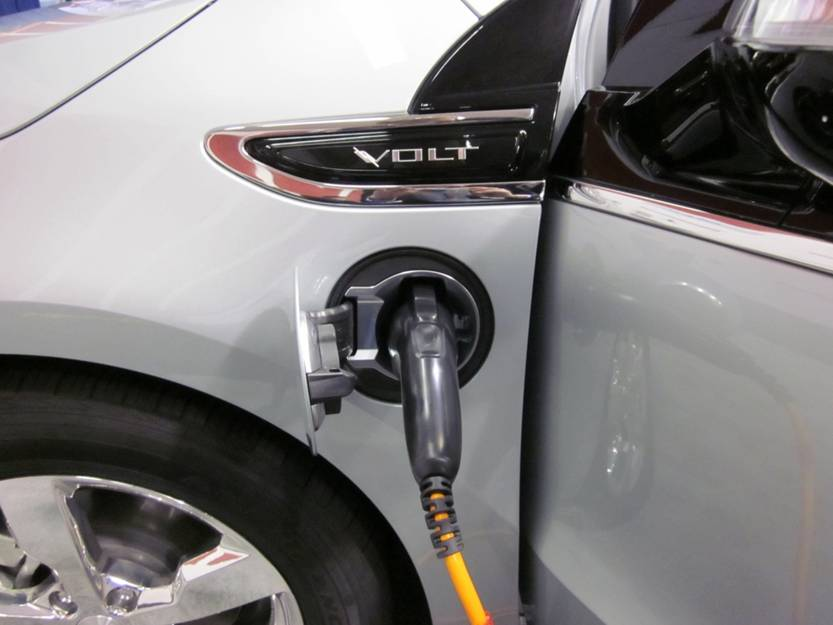
Une Volt de première génération en charge.

- BMW : ActiveHybrid 7, ActiveHybrid X6
- Buick : LaCrosse eAssist
- Cadillac : Escalade Hybrid
- Chevrolet : Chevrolet Volt, Tahoe Hybrid,  Silverado Hybrid
- Chevrolet Impala e-assist
- FCA: Fiat 500[3]
- Ford : Ford Fusion Hybrid, Ford C-Max Hybrid, Ford C-Max Energi
- Fisker : Fisker Karma
- GMC : GMC Yukon Hybrid, GMC Sierra Hybrid
- Honda : Civic Hybrid,  Honda Insight, Honda CR-Z
- Hyundai : Sonata Hybrid
- Infiniti : M35h
- Kia : Optima Hybrid
- Lexus : CT200h, ES300h, GS450h, LS600h, RX450h
- MKZ II Hybrid
- Mercedes : Classe S 400 Hybrid
- Porsche : Panamera Hybrid, Cayenne S Hybrid
- Toyota : Prius c, Prius, Camry Hybrid, Prius v, Highlander Hybrid, Avalon IV Hybrid
- Volkswagen : Touareg II Hybrid

### Japon

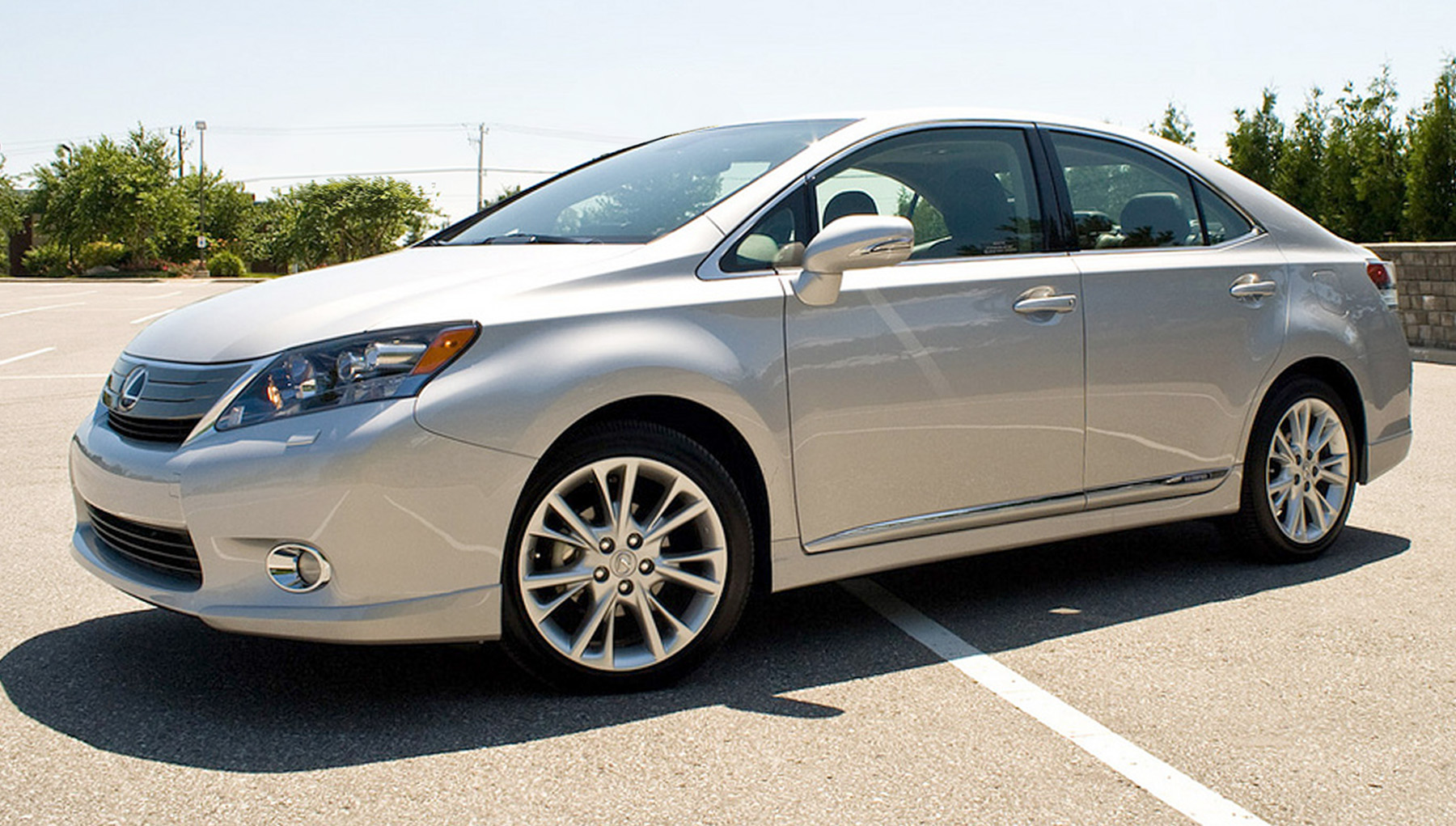
Lexus HS250h

- Honda : Fit Hybrid, Fit Shuttle Hybrid, Freed Hybrid, Civic Hybrid, CR-Z, Honda Insight
- Nissan : Fuga Hybrid, Cima Hybrid
- Toyota : Aqua, Alphard Hybrid, Crown Hybrid, Estima Hybrid, Harrier Hybrid, Prius α, Sai

### Corée du Sud
- Hyundai : Avante Hybrid, Sonata Hybrid
- Kia : Forte Hybrid, K5 Hybrid

### Chine
- BYD : BYD F3DM

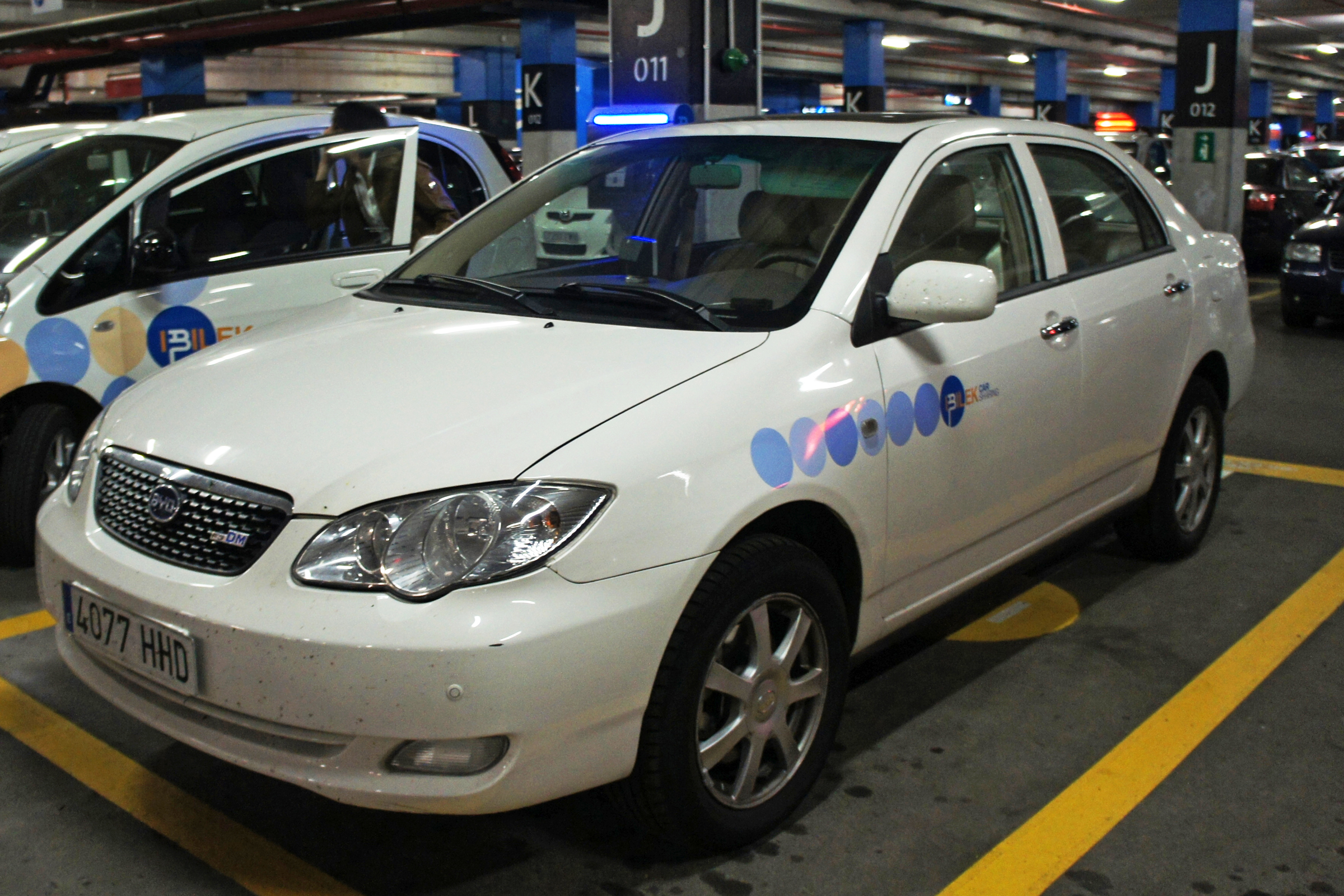
BYD F3DM

- Honda : Accord Hybrid, Inspire Hybrid, Odyssey Hybrid, CR-V Hybrid.
- Toyota : Corolla Hybrid, Levin Hybrid, Camry Hybrid, Avalon Hybrid.

## Anciens véhicules hybrides
- BMW : ActiveHybrid X6
- Chevrolet : Malibu Hybrid
- Chrysler : Aspen Hybrid
- Dodge : Durango Hybrid
- Ford : Escape Hybrid,
- Honda : Accord Hybrid[4], Civic IMA
- Lexus : HS250h
- Mazda : Tribute Hybrid
- Mercedes : ML 450h
- Mercury : Mariner Hybrid, Milan Hybrid
- Nissan : Tino Hybrid[5], Altima HEV
- Renault : Kangoo Elect'Road
- Saturn : Aura Green Line et Vue Green Line